# Mistrovství světa v ledním hokeji 1951
18. mistrovství světa  a 29. mistrovství Evropy v ledním hokeji probíhalo ve dnech 10. – 17. března 1951 ve Francii.
Na turnaj se přihlásilo 13 účastníků. Soutěž byla poprvé bez kvalifikace rozdělena do dvou výkonnostních skupin. Hrálo se systémem každý s každým. Československo se turnaje nezúčastnilo.

## Výsledky a tabulky

### Skupina A
| 18. | Mistrovství světa | CAN  | SWE  | SUI | NOR | GBR  | USA  | FIN  | V | R | P | Skóre | B  |
| 1.  | Kanada            | ***  | 5:1  | 5:1 | 8:0 | 17:1 | 16:2 | 11:1 | 6 | 0 | 0 | 62:6  | 12 |
| 2.  | Švédsko           | 1:5  | ***  | 3:3 | 5:2 | 5:1  | 8:0  | 11:3 | 4 | 1 | 1 | 33:14 | 9  |
| 3.  | Švýcarsko         | 1:5  | 3:3  | *** | 8:1 | 7:1  | 5:1  | 4:1  | 4 | 1 | 1 | 28:12 | 9  |
| 4.  | Norsko            | 0:8  | 2:5  | 1:8 | *** | 4:3  | 3:0  | 0:3  | 2 | 0 | 4 | 10:27 | 4  |
| 5.  | Velká Británie    | 1:17 | 1:5  | 1:7 | 3:4 | ***  | 6:6  | 6:3  | 1 | 1 | 4 | 18:42 | 3  |
| 6.  | USA               | 2:16 | 0:8  | 1:5 | 0:3 | 6:6  | ***  | 5:4  | 1 | 1 | 4 | 14:42 | 3  |
| 7.  | Finsko            | 1:11 | 3:11 | 1:4 | 3:0 | 3:6  | 4:5  | ***  | 1 | 0 | 5 | 15:37 | 2  |

| 29. | Mistrovství Evropy |
| 1.  | Švédsko            |
| 2.  | Švýcarsko          |
| 3.  | Norsko             |
| 4.  | Velká Británie     |
| 5.  | Finsko             |

- Titul mistra Evropy do 1970 získalo evr. mužstvo, které se umístilo nejlépe v konečné tabulce MS.

 USA –  Norsko 	0:3 (0:0, 0:1, 0:2)
9. března 1951 (9:30) – Paříž (Vélodrome d’Hiver)

Branky USA: nikdo

Branky Norska: 25. Leif Solheim, 42. Ragnar Rygel, 48. Arne Berg.

Rozhodčí: Gosta Ahlin (SWE), Axel Sandö (SWE)

Vyloučení: 5:1

Využití přesilovek: 0:0
USA: Hank Brodeur – Norm Parent, Jim Fife, Hank Martineau, Larry Berube, Raymond Marcotte – Bob Dubois, Peter Theriault, Albert Moreau – Chuck Poirier, George Morin, Amadee Beland – Gaston Lauze.
Norsko: Per Dahl – Johnny Larntvedt, Roar Pedersen, Gunnar Kroge, Per Hagfors – Björn Guldbrandsen, Ragnar Rygel, Per Voigt – Arne Berg, Leif Solheim, Jan-Erik Adolfsen – Annar Petersen.
 Velká Británie –  Švédsko 	1:5 (1:0, 0:1, 0:4)
10. března 1951 (15:45) – Paříž (Vélodrome d’Hiver)

Branky Velké Británie: 18. John Carlyle.

Branky Švédska: 36. Gösta Johansson, 41. Hans Tvilling-Andersson, 42. Stig Tvilling-Andersson, 56. Stig Tvilling-Andersson, 57. Erik Johansson.

Rozhodčí: Kurt Hauser (SUI), Jack Lutta (SUI)

Vyloučení: 1:1

Využití přesilovek: 0:0
Velká Británie: Stan Christie – Roy Shepherd, Jimmy Mitchell, Douglas Wilson, Lawson Neil – Dave McCrae, Johnny Quales, Bill Crawford – Ian Forbes, Ken Nicholson, John Carlyle – Tommy Paton, Bert Smith, John Rolland.
Švédsko: Lars Svensson – Åke Andersson, Rune Johansson, Sven Thunman, Börje Löfgren – Lars Pettersson, Gösta  Johansson, Bengt Larsson – Hans Tvilling-Andersson, Stig Tvilling-Andersson, Yngve Karlsson – Stig Carlsson, Åke Lassas, Erik Johansson.
 Švýcarsko –  Norsko 	8:1 (4:1, 3:0, 1:0)
10. března 1951 (19:00) – Paříž (Vélodrome d’Hiver)

Branky Švýcarska: 3. Alfred Bieler, 8. Hans-Martin Trepp, 9. Wilhelm Pfister, 16. Alfred Bieler, 30. Alfred Bieler, 31. Wilhelm Pfister, Reto Delnon, 51.Ulrich Poltera.

Branky Norska: 13. Jan-Erik Adolfsen.

Rozhodčí: Ernest Leacock (GBR), Gosta Ahlin (SWE)

Vyloučení: 2:1

Využití přesilovek: 1:0

Diváků: 3 000
Švýcarsko: Hans Bänninger – Emil Handschin, Hans Heierling, Otto Schläpfer, Walter Dürst – Hans-Martin Trepp, Ulrich Poltera, Gebhard Poltera – Alfred Bieler, Wilhelm Pfister, Reto Delnon.
Norsko: Per Dahl – Johnny Larntvedt, Roar Pedersen, Gunnar Kroge, Per Hagfors – Annar Petersen, Ragnar Rygel, Per Voigt – Arne Berg, Leif Solheim, Jan-Erik Adolfsen – Odd Hansen, Finn Gundersen.
 Kanada –  Finsko 	11:1 (4:0, 4:0, 3:1)
10. března 1951 (21:30) – Paříž (Vélodrome d’Hiver)

Branky Kanady: 0:35 William Gibson, 3:40 Stanley Obodiac, 4:50 William Gibson, 19:35 Hector Negrello, 26:10 William Flick, 26:30 Denny Flanagan, 30:20 Donald McLean, 34:50 Hector Negrello, 40:25 William Gibson, 48:30 Mickey Roth, 11:0 52:33 Stanley Obodiac.

Branky Finska: 58:10 Eero Saari.

Rozhodčí: Ernest Leacock (GBR), Wim Dwars (NED)

Vyloučení: 5:2

Využití přesilovek: (0:0)

Diváků: 8 000
Kanada: Carl Sorokoski – Richard Gray, Shorty Malacho, Thomas Wood, Donald Vogan – Hector Negrello, William Gibson, Donald McLean – Stanley Obodiac, Walter Rimstead, William Chandler – William Flick, Mickey Roth, Denny Flanagan.
Finsko: Unto Viitala – Ossi Kauppi, Matti Rintakoski, Pentti Isotalo, Jukka Wuolio – Matti Karumaa, Keijo Kuusela, Esko Tie – Kalle Havulinna, Aarne Honkavaara, Yrjö Hakala – Lofti Nasib, Kauko Mäkinen, Eero Saari.
 Kanada –  Norsko	8:0 (3:0, 1:0, 4:0)
11. března 1951 (15:45) – Paříž (Vélodrome d’Hiver)

Branky Kanady: 5:10 William Chandler, 17:35 Stanley Obodiac, 17:57 William Chandler, 31:50 Stanley Obodiac, 44:03 Stanley Obodiac, 44:15 William Chandler, 47:29 Denny Flanagan, 49:35 Denny Flanagan.

Branky Norska: nikdo

Rozhodčí: Ernest Leacock (GBR), Jack Lutta (SUI)

Vyloučení: 2:2

Využití přesilovek: 0:0

Diváků: 5 000
Kanada: Mallie Hughes – Richard Gray, Shorty Malacho, Thomas Wood, Donald Vogan – Hector Negrello, William Gibson, Donald McLean – Stanley Obodiac, Walter Rimstead, William Chandler – William Flick, Mickey Roth, Denny Flanagan.
Norsko: Per Dahl – Johnny Larntvedt, Roar Pedersen, Gunnar Kroge, Per Hagfors – Annar Petersen, Ragnar Rygel, Per Voigt – Arne Berg, Leif Solheim, Jan-Erik Adolfsen – Odd Hansen, Finn Gundersen.
 USA –  Švédsko 	0:8 (0:4, 0:1, 0:3)
11. března 1951 (21:45) – Paříž (Vélodrome d’Hiver)

Branky USA: nikdo

Branky Švédska: 7. Rune Johansson, 9. Lars Pettersson, 15. Erik Johansson, 16. Yngve Karlsson, Gösta Johansson, 47. Gösta Johansson, Yngve Karlsson, Rune Johansson.

Rozhodčí: Kurt Hauser (SUI), Fan Heximer (GBR)

Vyloučení: 2:3

Využití přesilovek: 0:1

Diváků: 6 000
USA: Hank Brodeur – Norm Parent, Jim Fife, Hank Martineau, Raymond Marcotte – Chuck Poirier, George Morin, Larry Berube – Bob Dubois, Peter Theriault, Albert Moreau – Gaston Lauze.
Švédsko: Lars Svensson – Åke Andersson, Rune Johansson, Sven Thunman, Åke Lassas, Börje Löfgren – Hans Tvilling-Andersson, Stig Tvilling-Andersson, Yngve Karlsson – Lars Pettersson, Gösta Johansson, Erik Johansson – Stig  Karlsson, Bengt Larsson.
 USA –  Finsko	5:4 (1:0, 1:3, 3:1)
12. března 1951 (19:15) – Paříž (Vélodrome d’Hiver)

Branky USA: 10. Hank Martineau, 27. Jim Fife, 44. Chuck Poirier, 48. Chuck Poirier, 59. Peter Theriault.

Branky Finska: 29. Keijo Kuusela, 36. Kauppi, 39. Matti Karumaa, 49. Eero Saari.

Rozhodčí: Fan Heximer (GBR), Jack Lutta (SUI)

Vyloučení: 3:3

Využití přesilovek: 2:0

Diváků: 1 300
USA: Hank Brodeur – Norm Parent, Jim Fife, Hank Martineau, Raymond Marcotte – Chuck Poirier, George Morin, Larry Berube – Bob Dubois, Peter Theriault, Albert Moreau – Gaston Lauze.
Finsko: Unto Viitala – Ossi Kauppi, Matti Rintakoski, Pentti Isotalo, Jukka Wuolio, Kauko Mäkinen – Matti Karumaa, Keijo Kuusela, Esko Tie – Yrjö Hakala, Aarne Honkavaara, Eero Saari – Lofti Nasib.
 Švýcarsko –  Velká Británie	7:1 (2:0, 4:1, 1:0)
12. března 1951 (21:30) – Paříž (Vélodrome d’Hiver)

Branky Švýcarska: 8. Gebhard Poltera, 16. Hans-Martin Trepp, 22. Emil Handschin, 24. Ulrich Poltera, 26. Emil Handschin, 33. Hans-Martin Trepp, 47. Ulrich Poltera.

Branky Velká Británie: 28. John Rolland.

Rozhodčí: Gosta Ahlin (SWE), Axel Sandö (SWE)

Vyloučení: 5:11

Využití přesilovek: 1:0

Diváků: 3 000
Švýcarsko: Hans Bänninger – Emil Handschin, Hans Heierling, Otto Schläpfer, Walter Dürst – Hans-Martin Trepp, Ulrich Poltera, Gebhard Poltera – Alfred Bieler, Wilhelm Pfister, Reto Delnon.
Velká Británie: Stan Christie – Douglas Wilson, Lawson Neil, Roy Shepherd, Jimmy Mitchell – Ian Forbes, Ken Nicholson, John Carlyle – Tommy Paton, Bert Smith, John Rolland – Dave McCrae, Johnny Quales, Bill Crawford.
 Švédsko –  Norsko	5:2 (1:0, 4:1, 0:1)
13. března 1951 (15:45) – Paříž (Vélodrome d’Hiver)

Branky Švédska: 5. Gösta Johansson, 30. Stig Tvilling-Andersson, 34. Sven Thunman, 35. Yngve Karlsson, 39. Gösta Johansson.

Branky Norska: 38. Ragnar Rygel, 54. Annar Petersen.

Rozhodčí: Kurt Hauser (SUI), Jack Lutta (SUI)

Vyloučení: 0:1

Využití přesilovek: 0:0

Diváků: 250
Švédsko: Lars Svensson – Åke Andersson, Rune Johansson, Sven Thunman, Åke Lassas, Börje Löfgren – Hans Tvilling-Andersson, Stig Tvilling-Andersson, Yngve Karlsson – Lars Pettersson, Gösta Johansson, Erik Johansson – Stig Karlsson, Rolf Eriksson-Hemlin.
Norsko: Per Dahl – Johnny Larntvedt, Roar Pedersen, Gunnar Kroge, Per Hagfors, Odd Hansen – Annar Petersen, Ragnar Rygel, Per Voigt – Arne Berg, Leif Solheim, Jan-Erik Adolfsen – Finn Gundersen.
 Švýcarsko –  Finsko 	4:1 (1:0, 2:1, 1:0)
13. března 1951 (19:00) – Paříž (Vélodrome d’Hiver)

Branky Švýcarska: 17. Ulrich Poltera, 28. Otto Schläpfer, 37. Reto Delnon, 43. Ulrich Poltera.

Branky Finska: 27. Keijo Kuusela.

Rozhodčí: Fan Heximer (GBR), Gosta Ahlin (SWE)

Vyloučení: 3:1

Využití přesilovek: 0:0

Diváků: 2 500
Švýcarsko: Hans Bänninger – Emil Handschin, Hans Heierling, Otto Schläpfer, Walter Dürst – Hans-Martin Trepp, Ulrich Poltera, Gebhard Poltera – Alfred Bieler, Wilhelm Pfister, Reto Delnon.
Finsko: Matti Naapuri – Pentti Isotalo, Jukka Wuolio, Kauko Mäkinen, Matti Rintakoski – Kalle Havulinna, Aarne Honkavaara, Teuvo Takala – Matti Karumaa, Keijo Kuusela, Christian Rapp – Lofti Nasib, Yrjö Hakala, Eero Saari.
 Kanada –  Velká Británie 	17:1 (0:1, 7:0, 10:0)
13. března 1951 (21:30) – Paříž (Vélodrome d’Hiver)

Branky Kanady: 22:16 Stanley Obodiac, 22:32 Andrew Milroy, 23:38 Donald Vogan, 26:10 Hector Negrello, 27:44 Richard Gray, 31:42 Thomas Wood, 33:30 Denny Flanagan, 40:52 William Chandler, 41:03 Stanley Obodiac, 46:32 William Flick, 49:29 Richard Gray, 50:34 Donald Vogan, 51:09 Mickey Roth, 55:58 Stanley Obodiac, 56:56 Richard Gray, 57:27 William Flick, 59:33 Hector Negrello.

Branky Velké Británie: 18:07 Bill Crawford.

Rozhodčí: Ernest Leacock (GBR), Wim Dwars (NED)

Vyloučení: 2:2

Využití přesilovek: 0:0

Diváků: 3 500
Kanada: Carl Sorokoski – Richard Gray, Shorty Malacho, Thomas Wood, Donald Vogan – William Flick, Mickey Roth, Denny Flanagan – Hector Negrello, William Gibson, Donald McLean – Andrew Milroy, Stanley Obodiac, William Chandler.
Velká Británie: Harold  Smith (32. Stan Christie) – Douglas Wilson, Jimmy Mitchell, Lawson Neil, George Watt, Roy Shepherd – Ian Forbes, Bert Smith, John Rolland – Tommy Paton, Ken Nicholson, John Carlyle – Johnny Quales, Bill Crawford.
 Švýcarsko –  Švédsko	3:3 (1:2, 1:1, 1:0)
14. března 1951 (21:45) – Paříž (Vélodrome d’Hiver)

Branky Švýcarska: 2. Ulrich Poltera, 37. Gebhard Poltera, 48. Wilhelm Pfister.

Branky Švédska: 3. Hans Tvilling-Andersson, 16. Åke Andersson, 35. Yngve Karlsson.

Rozhodčí: Ernest Leacock (GBR), Wim Dwars (NED)

Vyloučení: 1:2

Využití přesilovek: 0:0

Diváků: 8 000
Švýcarsko: Hans Bänninger (56. Jean Ayer) – Emil Handschin, Hans Heierling, Otto Schläpfer, Walter Dürst – Hans-Martin Trepp, Ulrich Poltera, Gebhard Poltera – Alfred Bieler, Wilhelm Pfister, Reto Delnon.
Švédsko: Lars Svensson – Åke Andersson, Rune Johansson, Sven Thunman, Åke Lassas, Börje Löfgren – Lars Pettersson, Stig Karlsson, Erik Johansson – Hans Tvilling-Andersson, Stig Tvilling-Andersson, Yngve Karlsson – Gösta Johansson, Rolf Eriksson-Hemlin.
 Velká Británie –  Norsko	3:4 (0:0, 2:1, 1:3)
15. března 1951 (16:00) – Paříž (Vélodrome d’Hiver)

Branky Velké Británie: 22. Ian Forbes, 35. John Carlyle, 41. Bert Smith.

Branky Norska: 24. Per Voigt, 47. Per Voigt, 53. Ragnar Rygel, 60. Annar Petersen.

Rozhodčí: Wim Dwars (NED), Jack Lutta (SUI)

Vyloučení: 4:4

Využití přesilovek: 2:2

Diváků: 2 000
Velká Británie: Harold Smith – Roy Shepherd, Jimmy Mitchell, Douglas Wilson, George Watt, Lawson Neil – Ian Forbes, Bert Smith, John Rolland – Tommy Paton, Ken Nicholson, John Carlyle – Johnny Quales, Dave McCrae.
Norsko: Per Dahl – Johnny Larntvedt, Roar Pedersen, Gunnar Kroge, Per Hagfors – Annar Petersen, Ragnar Rygel, Per Voigt – Arne Berg, Leif Solheim, Finn Gundersen – Odd Hansen, Jan-Erik Adolfsen.
 Švédsko –  Finsko 	11:3 (5:0, 1:1, 5:2)
15. března 1951 (19:15) – Paříž (Vélodrome d’Hiver)

Branky Švédska: 1. Bengt Larsson, 6. Sven Thunman, 9. Lars Pettersson, 15. Stig Tvilling-Andersson, 18. Bengt Larsson, 31. Gösta Johansson, 44. Gösta Johansson, 45. Bengt Larsson, 46. Lars Pettersson, 47. Yngve Karlsson, 49. Hans Tvilling-Andersson.

Branky Finska: 27. Matti Karumaa, 45. Christian Rapp, 57. Esko Tie.

Rozhodčí: Ernest Leacock (GBR), Tore Johannesson (NOR)

Vyloučení: 1:3

Využití přesilovek: 1:0

Diváků: 6 000
Švédsko: Lars Svensson – Åke Andersson, Rune Johansson, Sven Thunman, Börje Löfgren  – Lars Pettersson, Gösta Johansson, Bengt Larsson – Rolf Eriksson-Hemlin, Stig Karlsson, Erik Johansson – Hans Tvilling-Andersson, Stig Tvilling-Andersson, Yngve Karlsson.
Finsko: Matti Naapuri – Ossi Kauppi, Matti Rintakoski, Pentti Isotalo, Jukka Wuolio – Matti Karumaa, Keijo Kuusela, Esko Tie – Kalle Havulinna, Aarne Honkavaara, Christian Rapp – Lofti Nasib, Yrjö Hakala, Eero Saari.
 Kanada –  USA 	16:2 (5:0, 6:2, 5:0)
15. března 1951 (21:30) – Paříž (Vélodrome d’Hiver)

Branky Kanady: 4. Stanley Obodiac, 6:51 Mickey Roth, 15:18 Donald McLean, 17:32 Denny Flanagan, 18:01 Denny Flanagan, 22:39 Donald McLean, 24:30 Walter Rimstead, 30:52 Walter Rimstead, 33:11 Denny Flanagan, 35:11 Gibson, Walter Rimstead, 45:20 Mickey Roth, 45:58 Mickey Roth, 46:20 Bert Knibbs, 48:33 William Gibson, 51:08 William Gibson.

Branky USA: 38:13 Berube, 39:25 Hank Martineau.

Rozhodčí: Ernest Leacock (GBR), Fan Heximer (GBR)

Vyloučení: 1:3

Využití přesilovek: 0:1

Diváků: 8 000
Kanada: Mallie Hughes – Richard Gray, Thomas Wood, Walter Rimstead, Donald Vogan – Hector Negrello, William Gibson, Donald McLean – William Flick, Mickey Roth, Denny Flanagan  – Knibbs, Stanley Obodiac, William Chandler.
USA: Hank Brodeur – Norm Parent, Jim Fife, Hank Martineau, Raymond Marcotte – Bob Dubois, Peter Theriault, Albert Moreau – Chuck Poirier, George Morin, Larry Berube – Gaston Lauze, Amadee Beland, Laurier Charest.
 Finsko –  Norsko 	3:0 (1:0, 0:0, 2:0)
16. března 1951 (15:45) – Paříž (Vélodrome d’Hiver)

Branky Finska: 6. Christian Rapp, 48. Aarne Honkavaara, 53. Matti Karumaa.

Branky Norska: nikdo

Rozhodčí: Gosta Ahlin (SWE), Axel Sandö (SWE)

Vyloučení: 5:3

Využití přesilovek: 0:0

Diváků: 200
Finsko: Unto Viitala – Ossi Kauppi, Matti Rintakoski, Pentti Isotalo, Jukka Wuolio – Matti Karumaa, Keijo Kuusela, Esko Tie – Kalle Havulinna, Aarne Honkavaara, Christian Rapp – Lofti Nasib, Yrjö Hakala, Eero Saari.
Norsko: Per Dahl – Johnny Larntvedt, Roar Pedersen, Gunnar Kroge, Per Hagfors, Odd Hansen – – Annar Petersen, Ragnar Rygel, Per Voigt – Arne Berg, Leif Solheim, Finn Gundersen – Jan-Erik Adolfsen.
 USA –  Velká Británie 	6:6 (1:4, 2:1, 3:1)
16. března 1951 (19:15) – Paříž (Vélodrome d’Hiver)

Branky USA: 7. Hank Martineau, 28. Peter Theriault, 36. Amadee Beland, 45. Chuck Poirier, 50. Albert Moreau, 57. Albert Moreau.

Branky Velké Británie: 4. Ken Nicholson, 13. Lawson Neil, 15. John Rolland, 16. Dave McCrae, 38. John Carlyle, 49. John Rolland.

Rozhodčí: Kurt Hauser (SUI), Jack Lutta (SUI)

Vyloučení: 0:1

Využití přesilovek: 0:0

Diváků: 5 000
USA: Hank Brodeur – Norm Parent, Jim Fife, Hank Martineau, Raymond Marcotte – Bob Dubois, Peter Theriault, Albert Moreau – Chuck Poirier, Amadee Beland, Larry Berube – Gaston Lauze.
Velká Británie: Harold Smith – Roy Shepherd, Jimmy Mitchell, Douglas Wilson, George Watt, Lawson Neil – Ian Forbes, Bert Smith, John Rolland – Tommy Paton, Ken Nicholson, John Carlyle – Bill Crawford, Dave McCrae.
 Kanada –  Švýcarsko	5:1 (0:1, 3:0, 2:0)
16. března 1951 (22:00) – Paříž (Vélodrome d’Hiver)

Branky Kanady: 28:40 William Gibson, 34:49 Stanley Obodiac, 38:44 William Gibson, 44:00 Stanley Obodiac, 59:10 William Gibson.

Branky Švýcarska: 17:10 Hans Heierling.

Rozhodčí: Wim Dwars (NED), Fan Heximer (GBR)

Vyloučení: 2:3

Využití přesilovek: 1:0

Diváků: 10 000
Kanada: Carl Sorokoski – Richard Gray, Shorty Malacho, Thomas Wood, Donald Vogan – Hector Negrello, William Gibson, Donald McLean – Stanley Obodiac, Walter Rimstead, William Chandler – William Flick, Mickey Roth, Denny Flanagan. 
Švýcarsko: Jean Ayer – Emil Handschin, Hans Heierling, Otto Schläpfer, Walter Dürst – Hans-Martin Trepp, Ulrich Poltera, Gebhard Poltera – Alfred Bieler, Wilhelm Pfister, Reto Delnon.
 USA –  Švýcarsko	1:5 (0:3, 1:1, 0:1)
17. března 1951 (16:15) – Paříž (Vélodrome d’Hiver)

Branky USA: 28. Peter Theriault.

Branky Švýcarska: 5. Ulrich Poltera, 11. Hans-Martin Trepp, 18. Alfred Bieler, 37. Hans-Martin Trepp, 55. Ulrich Poltera.

Rozhodčí: Ernest Leacock (GBR), Fan Heximer (GBR)

Vyloučení: 3:4 (0:2, 1:0)

Využití přesilovek: 0:2

Branky v oslabení: 1:0

Diváků: 1 500
Švýcarsko: Jean Ayer – Emil Handschin, Hans Heierling, Otto Schläpfer, Walter Dürst – Hans-Martin Trepp, Ulrich Poltera, Gebhard Poltera – Alfred Bieler, Wilhelm Pfister, Reto Delnon.
USA: Hank Brodeur – Norm Parent, Jim Fife, Hank Martineau, Raymond Marcotte – Bob Dubois, Peter Theriault, Albert Moreau – Chuck Poirier, Amadee Beland, Larry Berube – Gaston Lauze.
 Velká Británie – Finsko	6:3 (2:0, 0:3, 4:0)
17. března 1951 (19:15) – Paříž (Vélodrome d’Hiver)

Branky Velké Británie: 7. Dave McCrae, 12. Bill Crawford, 44. Ken Nicholson, 49. Ian Forbes, 56. Johnny Quales, 59. Dave McCrae.

Branky Finska: 21. Jukka Wuolio, 28. Matti Rintakoski, 33. Aarne Honkavaara.

Rozhodčí: Kurt Hauser (SUI), Wim Dwars (NED)

Vyloučení: 7:4 (2:0)

Využití přesilovek: 2:0

Diváků: 5 000
Velká Británie: Stan Christie – Roy Shepherd, Jimmy Mitchell, Douglas Wilson, Lawson Neil – Ian Forbes, Bert Smith, John Rolland – Tommy Paton, Ken Nicholson, John Carlyle – Dave McCrae, Johnny Quales, Bill Crawford.
Finsko: Unto Viitala – Ossi Kauppi, Matti Rintakoski, Pentti Isotalo, Jukka Wuolio – Matti Karumaa, Keijo Kuusela, Esko Tie – Kalle Havulinna, Aarne Honkavaara, Christian Rapp – Lofti Nasib, Teuvo Takala.
 Kanada –  Švédsko	5:1 (1:0, 2:0, 2:1)
17. března 1951 (22:00) – Paříž (Vélodrome d’Hiver)

Branky Kanady: 1:07 Donald McLean, 20:13 Hector Negrello, 26:21 Donald McLean, 47:18 William Flick, 52:59 Denny Flanagan.

Branky Švédska: 49:39 Gösta Johansson.

Rozhodčí: Ernest Leacock (GBR), Fan Heximer (GBR)

Vyloučení: 3:1 (0:0)

Využití přesilovek: 0:0

Diváků: 15 000
Kanada: Mallie Hughes – Richard Gray, Shorty Malacho, Thomas Wood, Donald Vogan, Hector Negrello – William Gibson, Donald McLean, Stanley Obodiac – Walter Rimstead, William Chandler, William Flick – Mickey Roth, Denny Flanagan. 
Švédsko: Lars Svensson – Åke Andersson, Rune Johansson, Sven Thunman, Börje Löfgren – Lars Pettersson, Gösta Johansson, Åke Lassas – Hans Tvilling-Andersson, Stig Tvilling-Andersson, Yngve Karlsson – Erik Johansson, Stig Karlsson, Bengt Larsson. 

### Skupina B (Evropské kritérium)
|     |            | ITA | FRA  | NED | AUT | BEL  | YUG  | V | R | P | Skóre | B  |
| 8.  | Itálie     | *** | 4:1  | 3:1 | 7:2 | 6:3  | 6:1  | 5 | 0 | 0 | 26:8  | 10 |
| 9.  | Francie    | 1:4 | ***  | 7:5 | 7:3 | 10:0 | 10:3 | 4 | 0 | 1 | 35:15 | 8  |
| 10. | Nizozemsko | 1:3 | 5:7  | *** | 4:3 | 2:1  | 5:2  | 3 | 0 | 2 | 17:16 | 6  |
| 11. | Rakousko   | 2:7 | 3:7  | 3:4 | *** | 5:3  | 3:4  | 1 | 0 | 4 | 16:25 | 2  |
| 12. | Belgie     | 3:6 | 0:10 | 1:2 | 3:5 | ***  | 13:3 | 1 | 0 | 4 | 20:26 | 2  |
| 13. | Jugoslávie | 1:6 | 3:10 | 2:5 | 4:3 | 3:13 | ***  | 1 | 0 | 4 | 13:37 | 2  |

 Francie –  Itálie		1:4 (0:1, 0:2, 1:1)
10. března 1951 (13:00) – Paříž (Vélodrome d’Hiver)

Branky Francie: 41. Jean Pepin.

Branky Itálie: 9. Aldo Federicii, 14. Vincenzo Fardella, 39. Aldo Federicii, 39. Mario Passerini, 1:4 Guerrino Beltrami. 

Rozhodčí: Gosta Ahlin (SWE), Axel Sandö (SWE)

Vyloučení: 3:4

Diváků: 1 500
Francie: Edmond Cochet - Jean Lacorne, Calixte Pianfetti, Hubert Nivet, Roger Été - René Cailler, Claude Risler, Georges Baudin - André Longuet, René Giacomotti, Jean Pépin - Jean Payot, Raymond Acquaviva.
Itálie: Antonio Fresia - Carlo Bulgheroni, Guerrino Beltrami, Eno Campanini, Gian Bucchetti - Vincenzo Fardella, Dino Innocenti, Umberto Gerli - Aldo Federici, Mario Passerini, Giancarlo Agazzi - Luigi Mattavelli.
 Nizozemsko	–  Itálie	1:3 (1:0, 0:2, 0:1)
11. března 1951 – Paříž (Vélodrome d’Hiver)

Branky Nizozemska: 9. Dolf Overakker.

Branky Itálie: 30. Mario Passerini, 37. Giancarlo Agazzi, 55. Vincenzo Fardella.

Rozhodčí: Gösta Ahlin (SWE), Jacques De Mezieres (FRA)
Nizozemsko: Jan van der Heiden - Johan van Rhede van der Kloot, Arie Klein, Frans Vaal, A. Rutten, N. Fischer - Jacques Feenstra, Dolf Overakker, Rijk Loek - Cor Schwencke, Nico Kremers, Fons de Laat - Theo Dietz, Jan van de Ven. 
Itálie: Antonio Fresia - Gian Bucchetti, Carlo Bulgheroni, Guerrino Beltrami, Eno Campanini - Vincenzo Fardella, Mario Passerini, Giancarlo Agazzi - Dino Innocenti, Aldo Federici, Umberto Gerli - Mario Bedogni, Luigi Mattavelli 
 Francie –  Rakousko	7:3 (1:0, 1:0, 5:3)
11. března 1951 (13:00) – Paříž (Vélodrome d’Hiver)

Branky Francie: 4. Roger Été, 30. Jean Lacorne, 54. Roger Été, 55. André Longuet, 57. Jean Pepin, 58. Jean Pepin, 59. Roger Été.

Branky Rakouska: 48. Erhart Proft, 52. Gerhard Springer, 56. Hellfried Holzer.

Rozhodčí: Kurt Hauser (SUI), Tore Johannesson (NOR)

Vyloučení: 3:4
Francie: Rolland Willaume - Calixte Pianfetti, Roger Été, Hubert Nivet, Bernard Holzer - Jacques Heylliard, Claude Risler, Jean Lacorne - René Giacomotti, Jean Pépin, André Longuet - Raymond Acquaviva, Paul Rovoyaz, René Cailler.
Rakousko: Hans Gabor - Friedrich Penitz, Rudolf Wurmbrand, Franz Dechant, Ludwig Lenz - Adolf Hafner, Gerhard Springer, Kurt Kurz - Erhart Proft, Hans Brugger, Herbert Kresak - Herbert Hoschtitzky, Friedrich Jonak, Hellfried Holzer.
 Jugoslávie –  Belgie	3:13 (0:5, 0:3, 3:5)
11. března 1951 – Paříž (Vélodrome d’Hiver)

Branky Jugoslávie: 1:13 Ludvik Žitnik, 2:13 Rudolf Renaud, 3:13 Zlatko Kovačević. 

Branky Belgie: 0:1 Constant Delarge, 0:2 Georges Hartmeyer, 0:3 Jules Dupré, 0:4 Jules Dupré, 0:5 Andre Waldschmidt, 0:6 André Elsen, 0:7 Albert Dupré, 0:8 Albert Dupré, 0:9 Andre Waldschmidt, 0:10 Andre Waldschmidt, 0:11 Georges Hartmeyer, 0:12 Jules Dupré, 0:13 Albert Dupré.

Rozhodčí: Wim Dwars (NED), Theodor Samwald (AUT)

Vyloučení: 2:2
Jugoslávie: Milan Dušanović - Ludvik Žitnik, Zlatko Kovačević, Ernest Aljančič, Dušan Dragović - Alfred David, Oliver Pötzl, Rudolf Renaud - Andrija Krajčić, Nikola Miočka, Stjepan Muvrin.
Belgie: Henri Heirman - Constant Delarge, Albert Wileur, Roland Dumon, Léon Van Heckhout, Joseph Lekens - Jules Dupré, André Elsen, Albert Dupré - Yvon Berger, Georges Hartmeyer, André Waldschmidt - Jimmy Graeffe, Percy Lippitt.
 Rakousko –  Belgie	5:3 (0:1, 3:1, 2:1)
12. března 1951 – Paříž (Vélodrome d’Hiver)

Branky Rakouska: 22. Adolf Hafner, 24. Bernard Holzer, 39. Bernard Holzer, 41. Kurt Kurz, 59. Gerhard Springer. 

Branky Belgie: 17. André Waldschmidt, 28. André Waldschmidt, 47. Jules Dupré.

Rozhodčí: Wim Dwars (NED), Stig Alander (FIN)
Rakousko: Hans Gabor - Friedrich Penitz, Rudolf Wurmbrand, Herbert Kresak, Ludwig Lenz, Friedrich Jonak - Kurt Kurz, Adolf Hafner, Hans Brugger - Erhart Proft, Hellfried Holzer, Gerhard Springer - Franz Dechant, Herbert Hoschtitzky. 
Belgie: Henri Heirman - Léon Van Heckhout, Roland Dumon, Jimmy Graeffe, Joseph Lekens, Constant Delarge - Albert Wileur, André Waldschmidt, Georges Hartmeyer - André Elsen, Jules Dupré, Albert Dupré - Busschots, Yvon Berger. 
 Nizozemsko – Jugoslávie	5:2 (0:0, 4:1, 1:1)
12. března 1951 – Paříž (Vélodrome d’Hiver)

Branky Nizozemska: 24. Rijk Loek, 25. Frans Vaal, 3:1 Jacques Feenstra, 39. Rijk Loek, 58. Arie Klein.

Branky Jugoslávie: 21. Dušan Dragović, 55. Zlatko Kovačević.

Rozhodčí: Theodor Samwald (AUT), Kurt Wollinger (AUT)
Nizozemsko: Jan van der Heiden - Johan van Rhede van der Kloot, Arie Klein, Frans Vaal, A. Rutten, N. Fischer - Jacques Feenstra, Dolf Overakker, Rijk Loek - Cor Schwencke, van Rijswijk, Nico Kremers - Fons de Laat, Theo Dietz.
Jugoslávie: Oto Weiner - Ludvik Žitnik, Zlatko Kovačevič, Nestl Aljančič, Dušan Dragovič - Alfred David, Oliver Pötzl, Stjepan Muvrin - Jovan Petrov, Rudolf Renaud, Nikola Miočka -  Marko Uršić, Andrija Krajčić, Zvonimir Stipeić.
 Belgie –  Itálie	3:7 (1:0, 0:2, 2:5)
13. března 1951 – Paříž (Vélodrome d’Hiver)

Branky Belgie: 16. Jules Dupre, 44. Albert Wileur, 60. Albert Dupre

Branky Itálie: 8. Mario Passerini, 40. Mario Passerini, 45. Mario Passerini, 53. Aldo Federici, 54. Vincenzo Fardella, 56. Mario Passerini, 57. Mario Bedogni.

Rozhodčí: Theodor Samwald (AUT), Kurt Wollinger (AUT).

Vyloučení: 3:6

Diváků: 150
Belgie: Henri Heirman - Joseph Lekens, Constant Delarge, Roland Dumon, Léon Van Heckhout, Albert Wileur - André Elsen, Jules Dupré, Albert Dupré - Yvon Berger, Georges Hartmeyer, André Waldschmidt.
Itálie: Antonio Fresia - Gian Bucchetti, Eno Campanini, Guerrino Beltrami, Carlo Bulgheroni - Gian Carlo Agazzi, Aldo Federici, Mario Passerini - Vincenzo Fardella, Dino Innocenti, Umberto Gerli - Mario Bedogni.
 Francie –  Jugoslávie	10:3 (3:2, 3:1, 4:0)
14. března 1951 (19:10) – Paříž (Vélodrome d’Hiver)

Branky Francie: 4x Jean Pepin, 2x Jean Lacorne, Paul Rovoyaz, Roger Été, Jean Payot, Andre Longuet.

Branky Jugoslávie: 2x Oliver Pötzl, Rudolf Renaud.

Rozhodčí: Stig Alander (FIN), Ernst (NED)

Vyloučení: 1:2

Diváků: 4 000
Francie: Rolland Willaume - Roger Été, Calixte Pianfetti, Bernard Holzer, Hubert Nivet - René Giacomotti, Jean Pépin, André Longuet - Jacques Heylliard, Jean Lacorne, Claude Risler - Jean Payot, Paul Rovoyaz, Georges Baudin.
Jugoslávie: Milan Dušanovič - Ludvik Žitnik, Zlatko Kovačevič, Nestl Aljančič, Dušan Dragovič - Alfred David, Oliver Pötzl, Rudolf Renaud - Zvonimir Štipetič, Nikola Miočka, Stjepan Muvrin - Andrija Krajčič.
 Rakousko –  Nizozemsko	3:4 (1:1, 1:2, 1:1)
14. března 1951 – Paříž (Vélodrome d’Hiver)

Branky Rakouska: 14. Hans Brugger, 37. Rudolf Wurmbrand, 43. Kurt Kurz.

Branky Nizozemska: 8. Pete van Heeswijk, 28. Jacques Feenstra, 31. Pete van Heeswijk, 51. Cor Schwencke. 

Rozhodčí: Gerardino Galetti (ITA), Jef Lekens (BEL)
Rakousko: Hans Gabor - Friedrich Penitz, Rudolf Wurmbrand, Herbert Kresak, Ludwig Lenz, W. Brugger, Friedrich Jonak - Kurt Kurz, Adolf Hafner, Hans Brugger - Erhart Proft, Hellfried Holzer, Gerhard Springer - Herbert Hoschtitzky. 
Nizozemsko: Jan van der Heiden - Johan van Rhede van der Kloot, Frans Vaal, Pete van Heeswijk, A. Rutten, N. Fischer - Jacques Feenstra, Dolf Overakker, Rijk Loek - Cor Schwencke, Nico Kremers, Fons de Laat - Theo Dietz, Jan van de Ven. 
 Itálie –  Jugoslávie	6:1 (1:0, 4:1, 1:0)
15. března 1951 – Paříž (Vélodrome d’Hiver)

Branky Itálie: 14. Mario Passerini, 23. Mario Passerini, 27. Aldo Federici, 28. Mario Passerini, 29. Aldo Federici, 44. Dino Innocenti.

Branky Jugoslávie: 31. Rudolf Renaud.

Rozhodčí: Stig Alander (FIN), Ernst (NED)
Itálie: Antonio Fresia - Gian Bucchetti, Eno Campanini, Carlo Bulgheroni, Guerrino Beltrami - Vincenzo Fardella, Mario Passerini, Giancarlo Agazzi - Dino Innocenti, Aldo Federici,  Umberto Gerli - Luigi Mattavelli.
Jugoslávie: Oto Weiner - Ludvik Žitnik, Zlatko Kovačevič, Nestl Aljančič, Dušan Dragovič - Alfred David, Oliver Pötzl, Stjepan Muvrin - Jovan Petrov, Rudolf Renaud, Nikola Miočka -  Marko Uršić, Andrija Krajčić, Zvonimir Stipeić.
 Francie –  Belgie	10:0 (2:0, 3:0, 5:0)
15. března 1951 – Paříž (Vélodrome d’Hiver)

Branky Francie: 2. René Giacomotti, 8. Calixte Pianfetti, 28. Jean Pepin, 36. Paul Revoyaz, 39. Jean Pepin, 43. Roger Été, 46. Martin Payot, 52. Roger Été, 55. Hubert Nivet, 56. Jacques Heylliard.

Branky Belgie: nikdo

Rozhodčí: Gösta Ahlin (SWE), Ernst (NED)
Francie: Rolland Willaume - Hubert Nivet, Roger Été, Calixte Pianfetti, Bernard Holzer, Jean Lacorne - Jean Pépin, René Giacomotti, André Longuet - Claude Risler, Jacques Heylliard, René Cailler - Paul Rovoyaz, Jean Payot.
Belgie: Henri Heirman - Léon van Heckhout, Roland Dumon, Constant Delarge, Albert Wileur, Percy Lippit, Joseph Lekens - André Waldschmidt, Georges Hartmeyer, Yvon Berger - Albert Dupré, Jules Dupré, André Elsen.
 Belgie –  Nizozemsko 		1:2 (0:2, 1:0, 0:0)
16. března 1951 (9:15) – Paříž (Vélodrome d’Hiver)

Branky Belgie: 31. Percy Lippit.

Branky Nizozemska: 3. Cor Schwenke, 8. Cor Schwenke.

Rozhodčí: Tore Johannesson (NOR), Jacques de Mézières (FRA)

Vyloučení: 2:4

Diváků: 60
Belgie: Henri Heirman - Roland Dumon, Léon Van Heckhout, Constant Delarge, Joseph Lekens, Albert Wileur - André Elsen, Georges Hartmeyer, André Waldschmidt - Yvon Berger, José Busschots, Jules Dupré - Percy Lippit.
Nizozemsko: Jan van der Heiden - Frans Vaal, Johan van Rhede van der Kloot, Pete van Heeswijk, N. Fischer - Jacques Feenstra, Cor Schwencke, Nico Kremers - Jan van de Ven, Dolf Overakker, Rijk Loek - Theo Dietz, Fons De Laat.
 Rakousko –  Itálie	2:7 (1:1, 0:3, 1:3)
16. března 1951 – Paříž (Vélodrome d’Hiver)

Branky Rakouska: 10. Erhart Proft, 54. Adolf Hafner.

Branky Itálie: 4. Umberto Gerli, 21. Mario Passerini, 27. Umberto Gerli, 28. Mario Passerini, 41. Mario Passerini, 44.Vincenzo Fardella, 50. Umberto Gerli. 

Rozhodčí: Stig Alander (FIN), Ernst (NED)
Rakousko: Hans Gabor - Friedrich Penitz, Rudolf Wurmbrand, Herbert Kresak, Ludwig Lenz, W. Brugger - Friedrich Jonak, Kurt Kurz, Adolf Hafner - Hans Brugger, Erhart Proft, Gerhard Springer - Herbert Hoschtitzky, Franz Dechant.
Itálie: Antonio Fresia - Eno Campanini, Gian Bucchetti, Carlo Bulgheroni, Guerrino Beltrami - Vincenzo Fardella, Mario Passerini, Giancarlo Agazzi - Dino Innocenti, Aldo Federici, Umberto Gerli - Mario Bedogni, Luigi Mattavelli.
 Rakousko –  Jugoslávie	3:4 (1:1, 1:0, 1:3)
17. března 1951 – Paříž (Vélodrome d’Hiver)

Branky Rakouska: Adolf Hafner, Kurt Kurz, Ludwig Lenz.

Branky Jugoslávie: Oliver Pötzl, Zlatko Kovačević, 2x Alfred David.

Rozhodčí: Kurt Hauser (SUI), Gösta Ahlin (SWE)
Rakousko: Hans Gabor - Friedrich Penitz, Rudolf Wurmbrand, Herbert Kresak, Ludwig Lenz, W. Brugger - Friedrich Jonak, Kurt Kurz, Adolf Hafner - Hans Brugger, Erhart Proft, Gerhard Springer - Franz Dechant, Herbert Hoschtitzky. 
Jugoslávie: Oto Weiner - Ludvik Žitnik, Zlatko Kovačevič, Nestl Aljančič, Dušan Dragovič - Alfred David, Oliver Pötzl, Stjepan Muvrin - Jovan Petrov, Rudolf Renaud, Nikola Miočka - Marko Uršić, Jovan Tomić, Zvonimir Stipeić. 
 Francie –  Nizozemsko 	7:5 (1:2, 3:1, 3:2)
17. března 1951 (13:15) – Paříž (Vélodrome d’Hiver)

Branky Francie: 1:2 16. Paul Revoyaz, 2:3 28. Jacques Heylliard, 3:3 29. Paul Revoyaz, 4:3 31. René Giacomotti, 5:3 34. Claude Risler, 6:5 48. André Longuet, 7:5 54. André Longuet.

Branky Nizozemska: 0:1 9. Cor Schwencke, 0:2 15. Cor Schwencke, 1:3 24. Frans Vaal, 5:4 45. Frans Vaal, 5:5 46. Theo Dietz.

Rozhodčí: Jack Lutta (SUI), Gosta Ahlin (SUE)

Vyloučení: 2:4

Diváků: 400
Francie: Rolland Willaume - Roger Été, Jean Lacorne, Calixte Pianfetti, Hubert Nivet, Bernard Holzer - René Giacomotti, Jean Pépin, André Longuet - Jean Payot, Paul Rovoyaz, René Cailler - Jacques Heylliard, Claude Risler.
Nizozemsko: Jan van der Heiden - Frans Vaal, Johan van Rhede van der Kloot, Pete van Heeswijk, N. Fischer, Arie Klein - Nico Kremers, Cor Schwencke, Theo Dietz - Jacques Feenstra, Dolf Overakker, Rijk Loek - Fons de Laat, A. Rutten.

## Statistiky

### Nejlepší střelci
| Poř. | Nejlepší střelci  | Branky |
| ---- | ----------------- | ------ |
| 1.   | Stanley Obodiac   | 11     |
| 2.   | William Gibson    | 9      |
| 3.   | Gösta Johansson   | 8      |
| 3.   | Denni Flanagan    | 8      |
| 3.   | Ulrich Poltera    | 8      |
| 6.   | Mike Roth         | 7      |
| 7.   | Hans-Martin Trepp | 5      |
| 7.   | Donald McLean     | 5      |
| 7.   | Yngve Karlsson    | 5      |
| 10.  | William Chandler  | 5      |
| 10.  | Hector Negrello   | 5      |

### Kanadské bodování
| Poř. | Kanadské bodování | Branky | Přihrávky | Body |
| ---- | ----------------- | ------ | --------- | ---- |
| 1.   | Stanley Obodiac   | 11     | 4         | 15   |
| 2.   | William Gibson    | 9      | 5         | 14   |
| 3.   | Ulrich Poltera    | 8      | 4         | 12   |
| 4.   | Gösta Johansson   | 8      | 3         | 11   |
| 5.   | Hans-Martin Trepp | 5      | 6         | 11   |
| 6.   | Denny Flanagan    | 8      | 2         | 10   |

### Rozhodčí
| Rozhodčí         | Zápasy |
| ---------------- | ------ |
| Ernest Leacock   | 9      |
| Fan Heximer      | 7      |
| Jack Lutta       | 6      |
| Wim Dwars        | 6      |
| Gösta Ahlin      | 5      |
| Kurt Hauser      | 5      |
| Axel Sandö       | 3      |
| Tore Johannessen | 1      |

### Soupiska Kanady
Kanada (Lethbridge Maple Leafs)

Brankáři: Carl Sorokoski, Mallie Hughes.

Obránci: Richard Gray, Shorty Malacho, Donald Vogan, Thomas Wood.

Útočníci: Walter Rimstead, Stanley Obodiac, Mickey Roth, William Chandler, William Flick, Denny Flanagan, Hector Negrello, William Gibson, Donald McLean, Andrew Milroy, Bert Knibbs, Lou Siray.

Trenér: Dick Gray.

### Soupiska Švédska
Švédsko

Brankáři: Arne Johansson, Lars Svensson.

Obránci: Åke Andersson, Rune Johansson, Åke Lassas, Börje Löfgren, Sven Thunman.

Útočníci: Hans Tvilling-Andersson, Stig Tvilling-Andersson, Stig Carlsson, Rolf Eriksson-Hemlin, Gösta Johansson, Yngve Karlsson, Bengt Larsson, Lars Pettersson, Erik Johansson.

Trenéři: Folke Jansson, German Karlsson.

### Soupiska Švýcarska
Švýcarsko

Brankáři: Hans Bänninger, Jean Ayer.

Obránci: Emil Handschin, Heinrich Boller, Reto Delnon, Hans Heierling, Milo Golaz.

Útočníci: Gebhard Poltera, Ulrich Poltera, Hans-Martin Trepp, Walter Dürst, Otto Schläpfer, Alfred Bieler, Wilhelm Pfister, Walter Guggenbühl, Gian Bazzi.

Trenér: Richard Torriani.

### Soupiska Norska
4.  Norsko

Brankáři: Per Dahl, Arthur Kristiansen.

Obránci: Arne Berg, Per Hagfors, Gunnar Kroge, Johnny Larntvedt, Roar Bakke (Pedersen).

Útočníci: Leif Solheim, Jan-Erik Adolfsen, Ragnar Rygel, Annar Petersen, Per Voigt, Björn Guldbrandsen, Finn Gundersen, Odd Hansen.

Trenér: Bud McEachern.

### Soupiska Velké Británie
5.  Velká Británie

Brankáři: Stan Christie, Harold Smith.

Obránci: Jimmy Mitchell, Lawson Neil, George Watt, Douglas Wilson, Roy Shepherd.

Útočníci: John Carlyle, Bill Crawford, Ian Forbes, Dave McCrae, Ken Nicholson, Tommy Paton, Johnny Quales, John Rolland, Bert Smith.

Trenér: J. B. Mowat.

### Soupiska USA
6.  USA

Brankáři: Hank Brodeur.

Obránci: Jim Fife, Hank Martineau, Norm Parent, Raymond Marcotte.

Útočníci: Chuck Poirier, Larry Berube, Albert Moreau, Amadee Beland, George Morin, Peter Theriault, Bob Dubois, Gaston Lauze, Laurier Charest.

Trenér (hrající): Laurier Charest.

### Soupiska Finska
7.  Finsko

Brankáři: Matti Naapuri, Unto Viitala.

Obránci: Esko Tie, Eero Saari, Matti Rintakoski, Jukka Wuolio, Ossi Kauppi, Pentti Isotalo.

Útočníci: Matti Karumaa, Aarne Honkavaara, Keijo Kuusela, Christian Rapp, Kalle Havulinna, Lofti Nasib, Pentti Isotalo, Teuvo Takala, Kauko Mäkinen, Yrjö Hakala.

Trenér: Risto Lindroos.

### Soupiska Itálie
8.  Itálie

Brankáři: Antonio Fresia, Vittorio Bolla

Obránci: Guerrino Beltrami, Giancarlo Bucchetti, Eno Campanini, Giancarlo Bulgheroni.

Útočníci: Dino Innocenti, Aldo Federici, Umberto Gerli, Giancarlo Agazzi, Vincenzo Fardella, Mario Passerini, Mario Bedogni, Luigi Mattavelli.

Trenér: Peter Bessone (USA)

### Soupiska Francie
9.  Francie

Brankáři: Rolland Willaume, Edmond Cochet.

Obránci: Roger Été, Jean Lacorne, Calixte Pianfetti, Hubert Nivet, Bernard Holzer.

Útočníci: René Giacomotti, Jean Pépin, André Longuet, Jean Payot, Paul Rovoyaz, René Cailler, Jacques Heylliard, Claude Risler, Jean Lacorne, Georges Baudin, Raymond Acquaviva.

### Soupiska Nizozemsko
10.  Nizozemsko

Brankáři: Jan van der Heiden, Joost van Os.

Obránci: Frans Vaal, Johan van Rhede van der Kloot, Pete van Heeswijk, N. Fischer, Arie Klein.

Útočníci: Jacques Feenstra, Cor Schwencke, Nico Kremers, Jan van de Ven, Dolf Overakker, Rijk Loek, Theo Dietz, Fons De Laat, A. Rutten, van Rijswijk.

### Soupiska Rakousko
11.  Rakousko

Brankáři: Hans Gabor.

Obránci: Friedrich Penitz, Rudolf Wurmbrand, Franz Dechant, Ludwig Lenz.

Útočníci: Adolf Hafner, Gerhard Springer, Kurt Kurz, Erhart Proft, Hans Brugger, Herbert Kresak, Herbert Hoschtitzky, Friedrich Jonak, Hellfried Holzer, W. Brugger.

### Soupiska Belgie
12.  Belgie

Brankáři: Henri Heirman.

Obránci: Constant Delarge, Albert Wileur, Roland Dumon, Léon Van Heckhout, Joseph Lekens. 

Útočníci: Jules Dupré, André Elsen, Albert Dupré, Yvon Berger, Georges Hartmeyer, André Waldschmidt, Jimmy Graeffe, Percy Lippitt, José Busschots.

### Soupiska Jugoslávie
13.  Jugoslávie

Brankáři: Milan Dušanovič, Oto Weiner.

Obránci: Ludvik Žitnik, Zlatko Kovačevič, Nestl Aljančič, Dušan Dragovič.

Útočníci: Alfred David, Oliver Pötzl, Rudolf Renaud, Zvonimir Štipetič, Nikola Miočka, Stjepan Muvrin, Andrija Krajčič, Jovan Petrov, Marko Uršić, Jovan Tomić.